# E-Service
O conceito de E-Service (abreviação de electronic service ou atendimento eletrônico em inglês), representa uma aplicação de destaque da utilização do uso de tecnologias de informação e comunicação (TIC) em diferentes áreas. No entanto, é difícil proporcionar uma definição exata de e-service, pois os pesquisadores têm usado diferentes definições para descrever o e-service. Apesar destas definições diferentes, pode-se argumentar que todos eles concordam sobre o papel da tecnologia para facilitar a prestação de serviços, o que os tornam mais do que serviços electrónicos.
Parece convincente para adotar abordagem de Rowley que define e-services, como: "... ações, esforços ou actuações cuja entrega é mediada pela tecnologia da informação. Tais e-services incluem o elemento de serviço de comércio eletrônico, o suporte ao cliente e a prestação de serviços ". Esta definição reflete três componentes: provedor de serviço principal, receptor do serviço e os canais de prestação de serviços (ou seja, a tecnologia). Por exemplo, como causa pública e de serviços, órgãos públicos são os provedores de serviços e cidadãos, bem como as empresas estão o receptor do serviço. O canal de prestação de serviços é o terceiro requisito do e-service. Internet é o principal canal de serviço e de entrega, enquanto outros canais clássicos (por exemplo, telefone, call center, quiosque público, telefone celular, televisão) também são considerados.

## Definições e Origem do termo E-service
Desde a sua criação conceitual no final de 1980 na Europa e na introdução formal em 1993 pelo Governo dos EUA, o termo "governo eletrônico" agora se tornou um dos domínios de investigação reconhecidos especialmente no contexto das políticas públicas e, agora, tem sido rapidamente ganhando importância estratégica na modernização do setor público. E-serviço é um dos ramos deste domínio e a sua atenção também foi subindo entre os praticantes e pesquisadores.
E-Service (ou 'eService') é um termo altamente genérico, geralmente referindo-se a "A prestação de serviços através da Internet (o prefixo significa 'e electrónicos, como acontece em muitos outros usos), portanto, e- serviço pode também incluir e-Commerce, embora possa também incluir serviços não comerciais (online), que normalmente é fornecido pelo governo"
'E-Service constitui a serviços on-line disponíveis na Internet, através do qual uma transação válida de compra e venda (procurement) é possível, ao contrário dos sites tradicionais, em que só estão disponíveis informações descritivas, e nenhuma transação on-line é possível.".

## Importância do E-service
Lu (2001) identifica uma série de benefícios dos e-serviços, alguns deles são:
- Acessar uma base maior de clientes
- Ampliar o alcance do mercado
- Diminuir a barreira de entrada para novos mercados e os custos de aquisição de novos clientes
- Canal de comunicação alternativa para os clientes
- Serviços cada vez maiores para os clientes
- Melhorar a imagem da empresa que usa o serviço
- Ganhar vantagens competitivas
- Potencial para aumentar o conhecimento do cliente

## Domínio E-service
O termo 'E-service "tem muitas aplicações e pode ser encontrado em muitas disciplinas. As duas áreas de aplicação dominante de e-serviços são:
E-Business (ou E-Commerce): e-serviços mais prestados por empresas ou Organizações Não Governamentais (ONGs) (setor privado).
E-governo: e-serviços prestados pelo governo para cidadãos ou empresas (do setor público é o lado da oferta). O uso ea descrição do e-service nesta página será limitado ao contexto do governo eletrônico apenas quando do e-service é geralmente associada com prefixo "público": serviços públicos electrónicos. Em alguns casos, teremos de descrever os aspectos que estão relacionados com os dois campos como algumas conferências ou revistas que cobrem o conceito de "e-Service" em ambos os domínios de governo eletrônico e e-business.

## Arquitetura
Dependendo dos tipos de serviços, existem certas funcionalidades requeridas no certas camadas de serviço e estrutura de arquitetura, estes são, mas não limitado a - camada de dados (fontes de dados), camadas de processamento (sistemas de serviço ao cliente, sistemas de gestão, sistemas de data warehouse, sistemas de conteúdo integrado ao cliente), troca de camada (Enterprise Application Integration-EAI), a camada de interacção (que integra e-serviços), e camada de apresentação (interface com o cliente através do qual as páginas web e e-serviços são ligados).

## E-service fator de custo
Alguns fatores de custo principais são:
- Detrimento da criação de aplicações
- Manter aplicações
- Ligação à Internet
- Hardware / software
- Preocupações de segurança questões legais
- Formação e Rápidas mudanças tecnológicas

## Exemplos práticos de E-Serviços no Mundo em Desenvolvimento
Tecnologia da Informação é uma ferramenta poderosa para acelerar o desenvolvimento econômico. Países em desenvolvimento têm-se centrado no desenvolvimento das TIC durante as duas últimas décadas e, como resultado, tem-se reconhecido que as TIC é fundamental para a economia e é como um catalisador do desenvolvimento econômico. Assim, nos últimos anos, parece ter sido os esforços para a prestação de vários serviços electrónicos, em muitos países em desenvolvimento desde TIC Acredita-se que oferecem um potencial considerável para o desenvolvimento sustentável do e-Government e, como resultado, e-Serviços.
Muitas agências governamentais nos países desenvolvidos tomaram medidas progressivas para o uso da web e as TIC, acrescentando coerência a todas as atividades locais na Internet, ampliando o acesso local e habilidades, a abertura dos serviços interativos para debates local, e aumentando a participação dos cidadãos na promoção e gestão do território.
Mas o potencial de eGovernment nos países em desenvolvimento permanece amplamente inexplorada, embora. Acredita-se que as TIC oferecem um potencial considerável para o desenvolvimento sustentável do eGovernment. Diferentes fatores humanos, organizacionais e tecnológicas, questões e problemas pertinentes desses países, necessitando de estudos focados e abordagens apropriadas. TIC, em geral, é referido como um "facilitador", mas por outro lado também deve ser considerado como um desafio e um perigo em si mesmo. As organizações, públicas ou privadas, que ignoram o valor potencial e utilização das TIC pode sofrer pivotal desvantagens competitivas. No entanto, algumas iniciativas de eGovernment floresceram em países em desenvolvimento também, por exemplo, Brasil, Índia, Chile, etc. O que a experiência desses países mostra, é que os governos no mundo em desenvolvimento podem efetivamente explorar e se apropriar dos benefícios das TIC, mas o sucesso eGovernment implica a acomodação de certos condições únicas, necessidades e obstáculos. Os desafios adaptativos de eGovernment vão muito além da tecnologia, que eles chamam de estruturas organizacionais e de competências, novas formas de liderança, transformação de parcerias público-privadas.
Seguem-se alguns exemplos sobre e-serviços em alguns países em desenvolvimento:

### E-services em Ruanda
Apenas uma década depois de sair de o mais rápido genocídio do século 20, em Ruanda, um pequeno país no Leste da África Central, se tornou um dos líderes do continente, e modelo em, colmatar o fosso digital através de e-governo. Ruanda sofreu uma reviravolta rápida de um dos países tecnologicamente mais deficiente há apenas uma década para um país onde o negócio é conduzido legislativas acesso on-line e sem fio à Internet está disponível em qualquer lugar do país. Isso é intrigante quando visto contra os progressos limitados feitos em outros países comparáveis em desenvolvimento, especialmente aqueles localizados na mesma região, sub-saariana, onde as restrições estruturais e institucionais para o governo electrónico de difusão são semelhantes.

### E-services na África do Sul
No Sul-Africano era pós-apartheid, continua a haver grandes expectativas do governo em relação a uma melhor prestação de serviço e de uma maior concertação com os cidadãos. Tais expectativas não são exclusivas a este país, e neste sentido há uma necessidade de os governos a reconhecer que a implementação de sistemas de governo electrónico e e-serviços lhes proporciona a oportunidade de melhorar a prestação de serviços e da boa governação. A implementação do governo eletrônico tem sido amplamente aclamado na medida em que proporciona novo impulso para oferecer serviços de forma rápida e eficiente. Em reconhecimento a esses benefícios, vários braços do governo Sul-Africano deram início a um número de programas de governo eletrônico por exemplo, o Batho Pele portal, SARS e-arquivamento, o sistema de e-Natis, processamento eletrônico de pedidos de subvenção de sites remotos, e um grande número de sites de informações departamentais. Também uma série de bem divulgado e governo-ventures, como este último, analistas e pesquisadores consideram o estado do governo electrónico em África do Sul para estar em estágios rudimentares. Existem vários fatores que em conjunto contribuem para essa avaliação. Entre estes, fatores-chave relacionados à falta de uma estratégia clara para facilitar a introdução e a adopção de serviços de governo eletrônico, bem como os quadros de avaliação para avaliar as expectativas dos cidadãos que são um dos grupos de usuários primários destes serviços.

### E-services na Malásia
E-Services é um dos projetos-piloto do Flagship Governo Eletrônico no âmbito da iniciativa Super Corredor Multimídia (MSC). Com E-Services, um pode agora realizar transações com órgãos do governo, como o Departamento de Transportes Rodoviários (IDT) e empresas concessionárias de serviços públicos, tais como Tenaga Nasional Berhad (TNB) e Malásia Telekom Berhad (TM) através de vários canais convenientes, tais como o eServices quiosques e internet. Não há mais filas, engarrafamentos ou entraves burocráticos e pode agora conduzir transações em one própria conveniência. Além disso, a Electronic Trabalho Exchange (ELX) é um centro de parada para obter informações do mercado de trabalho, como supervisionada pelo Ministério de Recursos Humanos (MOHR), para permitir aos empregadores e candidatos a emprego para se comunicar na mesma plataforma.
e-Syariah é o sétimo projeto sob a aplicação de Governo Eletrônico carro-chefe do Corredor Multimedia Super (MSC). Um sistema de gerenciamento de casos que integra os processos relacionados à gestão de casos para os tribunais Syariah.

## Desafios para E-services no Mundo em Desenvolvimento
O futuro do e-service é brilhante, mas alguns desafios permanecem. Há alguns desafios em e-service, como Sheth & Sharma (2007) identificar, são:
- Baixa penetração das TIC, especialmente nos países em desenvolvimento;
- Fraude no espaço Internet, que é estimado em cerca de USD 2.8billion
- Privacidade, devido o surgimento de vários tipos de spyware e falhas de segurança, e
- Características intrusivas do serviço (por exemplo, telemóveis baseados), como os clientes podem não gostar de ser contactado com os prestadores de serviço a qualquer momento e em qualquer lugar.

O primeiro desafio e principal obstáculo para a plataforma e serviços será a penetração da internet. Em alguns países em desenvolvimento, o acesso à internet é limitado e as velocidades também são limitados. Nestes casos, as empresas e os clientes vão continuar a usar plataformas tradicionais. A segunda questão de preocupação é a fraude na internet. Prevê-se que a fraude no comércio eletrônico custos espaço internet $ 2,8 bilhões. Possibilidade de fraude vai continuar a reduzir a utilização da internet. A terceira questão é a privacidade. Devido tanto spyware e falhas de segurança em sistemas operacionais, há preocupação de que as transações que os consumidores se comprometem têm limitações de privacidade. Por exemplo, furtivamente seguintes atividades on-line, as empresas podem desenvolver descrições bastante precisos de perfis de cliente. Possibilidade de violações de privacidade irá reduzir a utilizações da internet. A questão final é que o e-service também pode se tornar invasivo, pois reduzem o tempo e localização barreiras de outras formas de contrato. Por exemplo, as empresas podem contactar as pessoas através de dispositivos móveis a qualquer momento e em qualquer lugar. Clientes não levam como o comportamento intrusivo e não pode usar a plataforma de e-service.

## Principais E-service Palavras-chave
Uma quantidade considerável de esforços de pesquisa já existe sobre o assunto explorar diferentes aspectos do e-service e e serviço de entrega, um esforço digno de nota é o estudo de Rowley (2006) que fez um estudo de revisão sobre a literatura e serviço. A principal conclusão de seu estudo é que não há necessidade de explorar as dimensões de serviço e de entrega não se concentrar apenas na qualidade dos serviços "A fim de compreender e de serviços de experiências, é necessário ir além dos estudos de dimensões e serviço de qualidade e também para ter em conta as características inerentes ao serviço e de entrega e os fatores que diferenciam uma experiência de serviço do outro."
Algumas das principais palavras-chave de serviço e como é encontrada na pesquisa de governo eletrônico são as seguintes:

### Aceitação
Aceitação do usuário de tecnologia é definida de acordo com Morris (1996, referido por Wu 2005, p. 1) como "a vontade do demonstrável dentro de um grupo de usuários para empregar a tecnologia da informação para as funções que é projetado para suportar". Esta definição pode ser trazido para o contexto do e-service onde a aceitação pode ser definida como a disposição dos usuários para utilização de serviços electrónicos ou a vontade de decidir quando e como usar o e-service.

### Acessibilidade
Capacidade dos usuários para acesso ao e-service é tema importante na literatura anterior. Por exemplo, Huang (2003) revela que a maioria dos sites em geral não conseguem atender aos usuários com deficiência. Recomendação para melhorar a acessibilidade é evidente na literatura anterior, incluindo Jaeger (2006) que sugere o seguinte para melhorar a acessibilidade e-serviços "como: design para a acessibilidade desde o início do desenvolvimento de sites, Envolver os usuários com deficiência nos testes do site... Foco nos benefícios de um site acessível a todos os usuários.

### alfabetização Administrativo
De acordo com Grönlund et al. (2007), para um simples e-service, as necessidades de conhecimentos e habilidades, conteúdos e procedimentos são consideravelmente menos. No entanto, em serviços complicada há necessidade de mudar algumas habilidades prevaleceu, como a substituição de habilidades verbais com habilidade na busca de informações online.

### O benchmarking
Este tema está preocupado com as normas que estabelece, para medição e-serviços ou as melhores práticas dentro do campo. Este tema inclui também a avaliação comparativa internacional de serviços de governo eletrônico (relatórios das Nações Unidas, os relatórios da UE); crítico muito tem sido dirigidas a esses relatórios ser incompreensível e inútil. Bannister acordo (2007) "... benchmarks não são uma ferramenta confiável para medir o progresso de governo eletrônico real. Além disso, se forem mal concebidas, correm o risco de distorcer as políticas do governo como os países podem perseguir o ponto de referência ao invés de olhar para as reais necessidades locais e nacionais "

### divide Digital
Exclusão digital é considerada uma das principais barreiras à implementação de serviços electrónicos, algumas pessoas não têm meios para acessar o e-serviços e alguns outros não sei como usar a tecnologia (ou o e-service). De acordo com Helbig et al. (2009), "sugerimos E-Government e da divisão digital devem ser vistas como complementares fenômenos sociais (ou seja, demanda e oferta). Além disso, uma divisão de governo eletrônico grave digital é que os serviços mais utilizados pelas elites sociais. "

### E-readiness
A maioria dos relatórios e os critérios estabelecidos foco na avaliação dos serviços em termos de infra-estrutura e políticas públicas ignorando a participação do cidadão ou e-readiness. De acordo com a Shalini (2009), "os resultados do projeto de pesquisa revelam que um alto índice pode ser apenas um país, indicando que é e-pronto em termos de infra-estruturas TIC e info-estrutura, instituições, políticas e políticos compromisso, mas é uma medida muito pobre do e-readiness dos cidadãos. Para resumir os resultados, pode-se dizer que Maurício está pronto, mas a Mauritians não são "
`` E-readiness, como a Economist Intelligence Unit define, é a medida da capacidade de um país para alavancar canais digitais para o comércio, comunicação e governo, a fim de impulsionar o desenvolvimento econômico e social. Implícita nesta medida é a medida em que o uso de dispositivos de comunicação e serviços Internet cria eficiências para empresas e cidadãos, e na medida em que este uso é alavancada no desenvolvimento de tecnologias de informação e comunicação (TIC) indústrias. Em termos gerais, a definição de e-readiness é relativo, por exemplo, dependendo de um país em questão de prioridades e perspectiva.

### Eficiência
Em oposição a eficácia, a eficiência é focada na competência interna dentro dos departamentos do governo ao entregar e-serviços. Há uma queixa que os pesquisadores se concentrar mais na eficácia "Há uma tendência emergente aparentemente afastando-se o objectivo de eficiência e foco nos usuários e resultados da governação. Enquanto o último é de valor, a eficiência ainda deve permanecer uma prioridade-chave para eGovernment dadas as restrições orçamentais agravado no futuro pelos custos do envelhecimento da população. Além disso, os ganhos de eficiência são aqueles que podem ser mais provável comprovada empiricamente por meio de metodologias robustas"

### Segurança
Segurança é o desafio mais importante que enfrenta a implementação de e-serviços, porque sem a garantia de privacidade e segurança dos cidadãos não vai estar disposto a assumir serviços de governo eletrônico. Estas preocupações de segurança, como ataques de hackers e roubo de informações de cartão de crédito, tornar os governos hesitam em fornecer serviços públicos online. De acordo com o relatório do GAO de 2002 "preocupações de segurança presentes um dos mais difíceis desafios para estender o alcance de e-government. A onda de ataques hacker, desfigurando página da Web e informações de cartão de crédito serem postados em quadros de avisos eletrônicos pode fazer muitos funcionários, como órgão federal bem como o público em geral relutam em realizar transações envolvendo governo sensíveis de dados pessoais ou financeiras através da Internet. "De um modo geral de Segurança, é um dos principais desafios que enfrenta a implementação e desenvolvimento de serviços electrónicos. as pessoas querem ter certeza de que eles são seguros quando eles estão realizando serviços on-line e que a sua informação permanecerá segura e confidencial

### Stakeholders
Axelsson et al. (2009) argumentam que o conceito de partes interessadas, que foi originalmente usado em empresas privadas, pode ser usado em ambiente público e no contexto do governo eletrônico. Segundo eles, vários estudiosos têm discutido o uso da teoria das partes interessadas em locais públicos A teoria dos stakeholders sugere que precisa se concentrar em todas as partes interessadas envolvido s na concepção do e-service;. Não só sobre o governo e os cidadãos.

### Usabilidade
Em comparação com acessibilidade, há literatura suficiente que aborda a questão da usabilidade; pesquisadores desenvolveram diferentes modelos e métodos para medir a usabilidade e a eficácia dos sites de eGovernment. No entanto, Mas ainda não há chamada para melhorar estas medidas e torná-lo mais à compressão.
`` A usabilidade palavra tem apareceram algumas vezes já nesta unidade. No contexto da identificação biométrica, usabilidade referiu-se à suavidade de inscrição e outras tarefas associadas à criação de um sistema de identificação. Um sistema que produziram poucos resultados falsos durante a inscrição de candidatos foi descrito como útil. Outro significado de usabilidade está relacionada com a facilidade de uso de uma interface. Embora este significado do termo é frequentemente utilizado no contexto de interfaces de computador, não há razão para confiná-lo aos computadores.

## Implicações Social, Cultural e Ético de E-services
A eficácia percebida do serviço electrónico pode ser influenciado pela visão do público sobre as implicações sociais e culturais de e-Technologies e e-Service.
Impactos sobre os direitos dos indivíduos e privacidade - como mais e mais empresas e agências governamentais utilizam a tecnologia para coletar, armazenar e tornar os dados acessíveis sobre os indivíduos, preocupações com a privacidade têm crescido. Algumas empresas monitorar os padrões de seus funcionários o uso de computador, a fim de avaliar o desempenho individual ou de grupo de trabalho. Avanços tecnológicos também estão tornando muito mais fácil para as empresas, governo e outros indivíduos para obter uma grande quantidade de informações sobre uma pessoa sem o seu conhecimento. Há uma preocupação crescente que o acesso a uma vasta gama de informação pode ser perigosa dentro das agências do governo politicamente corrupta.
Impacto no emprego e os locais de trabalho - nos primeiros dias de computadores, cientistas da administração antecipado que os computadores substituiriam os tomadores de decisão humana. No entanto, apesar dos significativos avanços tecnológicos, esta previsão não é mais uma preocupação mainstream. No momento atual, uma das preocupações associadas com o uso do computador em qualquer organização (incluindo os governos) é o risco para a saúde - como lesões relacionadas ao trabalho continuamente em um teclado de computador. Agências do governo são esperados para trabalhar com grupos de regulamentação, a fim de evitar esses problemas.
Impactos potenciais sobre a Sociedade - apesar de alguns benefícios económicos das TIC para os indivíduos, há evidências de que os conhecimentos de informática e acesso à lacuna entre os ricos e pobres pode aumentar. Acesso à educação ea informação são mais do que nunca as chaves para a prosperidade econômica, mas o acesso de indivíduos em diferentes países não é igual - esta desigualdade social tornou-se conhecida como a exclusão digital.
Impacto sobre a Interação Social - avanços em TIC e e-Tecnologia soluções permitiram muitas funções do governo para se tornar automático e informações a serem disponibilizadas on-line. Esta é uma preocupação para aqueles que colocam um valor elevado na interação social.
Segurança da Informação - avanços tecnológicos permitem que órgãos do governo para coletar, armazenar e tornar os dados disponíveis on-line para os indivíduos e organizações. Cidadãos e as empresas esperam para ser autorizado a acessar os dados de forma flexível (a qualquer momento e em qualquer lugar). Atender a essas expectativas tem um preço para as agências governamentais, onde se trata de gestão da informação - mais especificamente, a facilidade de acesso; a integridade dos dados e precisão; planejamento de capacidade para garantir a entrega atempada de dados remoto (possivelmente móveis) sites e gerenciar a segurança de informações corporativas e públicas.

## E-service Prêmios
Os benefícios de e-serviços em promover a eficiência das empresas e na promoção da boa governação são enormes, reconhecendo a importância desses benefícios tem resultado em número de prêmios internacionais que se dedicam a reconhecer melhor o projetado e-serviços. Na seção, iremos fornecer descrição de alguns prêmios internacionais.